# Comuna Călinești, Teleorman
Călinești este o comună în județul Teleorman, Muntenia, România, formată din satele Antonești, Călinești (reședința), Copăceanca, Licuriciu și Marița.

## Demografie
Componența etnică a comunei Călinești
     Români (90,75%)
     Romi (1,26%)
     Alte etnii (0%)
     Necunoscută (7,99%)
Componența confesională a comunei Călinești
     Ortodocși (90,5%)
     Adventiști (1,19%)
     Alte religii (0,18%)
     Necunoscută (8,13%)
Conform recensământului efectuat în 2021, populația comunei Călinești se ridică la 2.779 de locuitori, în scădere față de recensământul anterior din 2011, când fuseseră înregistrați 3.473 de locuitori. Majoritatea locuitorilor sunt români (90,75%), cu o minoritate de romi (1,26%), iar pentru 7,99% nu se cunoaște apartenența etnică. Din punct de vedere confesional, majoritatea locuitorilor sunt ortodocși (90,5%), cu o minoritate de adventiști (1,19%), iar pentru 8,13% nu se cunoaște apartenența confesională.

## Istorie
La sfârșitul secolului al XIX-lea, comuna făcea parte din plasa Târgului al județului Teleorman și era alcătuită doar din satul cu același nume, având o populație de 1107 de locuitori. În comună exista o școală mixtă frecventată de 26 de elevi, și o biserică. La acea vreme, pe teritoriul actual al comunei, în aceiași plasă, mai funcționau comunele Antonești, Bivolița și Licuriciu. Comuna Antonești era alcătuită din satele Antonești, Bujorești, Cetatea și Ștefănești, cu o populație de 1138 de locuitori. În comună exista două școli mixte și o biserică. Comuna Bivolița era alcătuită din satele Bivolița și Marița, având o populație de 558 de locuitori. În comună funcționa o școală frecventată de 17 elevi și o biserică. Comuna Licuriciu era formată doar din satul Licuriciu, cu o populație de 986 de locuitori. În comună exista o școală de 46 de elevi și o biserică.
Anuarul Socec din 1925 consemnează comuna Călinești în plasa Alexandria a aceluiași județ, având o populație de 1425 de locuitori. Comuna Antonești este consemnată tot în aceiași plasă, având o populație de 2041 de locuitori (în satele Antonești, Licuriciu și Nichita), iar comuna Bivolița avea o populație de 1280 de locuitori (în satele Bivolița, Marița și Ștefănești). În anul 1931, se reînființează comuna Licuriciu, după ce satul cu același nume se desprinde de comuna Antonești. În același an, comuna Antonești reprimește satul Cetatea de la comuna Rădoiești.
În anul 1950, comunele au trecut în administrația raionului Alexandria al regiunii Teleorman, raion care, doi ani mai târziu, a fost inclus în regiunea București. În anul 1964, comuna Bivolița a primit numele de Izvoarele.
În anul 1968, comuna a fost transferată la județul Teleorman, în actuala structură. Tot atunci, comunele Antonești, Izvoarele și Licuriciu au fost desființate, iar satele ei au trecut la comuna Călinești. Satul Ștefănești este desființat și el și contopit cu satul Călinești, iar satul Cetatea a fost retrocedat din nou comunei Rădoiești. În anul 1996, satul Izvoarele a căpătat numele de Copăceanca.

## Politică și administrație
Comuna Călinești este administrată de un primar și un consiliu local compus din 11 consilieri. Primarul, Gabriel Haită[*], de la Partidul Național Liberal, este în funcție din 2004. Începând cu alegerile locale din 2024, consiliul local are următoarea componență pe partide politice:
|  | Partid                    | Consilieri | Componența Consiliului | Componența Consiliului | Componența Consiliului | Componența Consiliului | Componența Consiliului | Componența Consiliului | Componența Consiliului |
|  | ------------------------- | ---------- | ---------------------- | ---------------------- | ---------------------- | ---------------------- | ---------------------- | ---------------------- | ---------------------- |
|  | Partidul Național Liberal | 7          |                        |                        |                        |                        |                        |                        |                        |
|  | Partidul Social Democrat  | 4          |                        |                        |                        |                        |                        |                        |                        |

## Monumente istorice
Două monumente istorice se găsesc în comuna Călinești, ambele în satul Călinești, printre care: Casa de lemn a Anghelinei Micu, localizată în partea de vest a satului, lângă școala actuală din localitate, datând din anul 1900 și ruinele conacului Anișor Neagu localizată la intrarea în sat, datând de la sfârșitul secolului al XIX-lea.